# Francesco Remotti
Francesco Remotti (Pozzolo Formigaro, 6 giugno 1943) è un antropologo italiano.

## Biografia
Già direttore del Dipartimento di Scienze Antropologiche, Archeologiche e Storico-Territoriali dell'Università degli Studi di Torino e presidente del Centro di Studi Africani (CSA), ha guidato la Missione Etnologica Italiana in Africa Equatoriale dal 1979 al 2004. Si è occupato di questioni teoriche, a partire dallo strutturalismo di Claude Lévi-Strauss, e ha condotto ricerche sul campo in Congo, presso la popolazione Nande.
Coordinatore nazionale di progetti di ricerca in campo antropologico ed etnografico, è stato professore ordinario di Antropologia culturale, ha insegnato anche Etnologia dell'Africa ed è stato presidente del corso di laurea in Comunicazione interculturale presso la Facoltà di Lettere e filosofia dell'Università degli Studi di Torino.
Dal 2002 è socio corrispondente dell'Accademia delle Scienze di Torino.

## Opere
- F. Remotti, Lévi-Strauss. Struttura e storia, Torino, Einaudi, 1971
- F. Remotti, Etnografia Nande, Torino, Il Segnalibro, 1993
- F. Remotti, Luoghi e corpi, Torino, Bollati Boringhieri, 1993.
- Memoria, terreni, musei. Contributi di antropologia, archeologia, geografia, a cura di F. Remotti, Alessandria, Edizioni dell'Orso, 2000
- F. Remotti, Forme di umanità, Milano, Bruno Mondadori, 2002
- F. Remotti, Prima lezione di antropologia, Roma-Bari, Laterza 2000
- F. Remotti, Contro l'identità, Roma-Bari, Laterza, 1996
- F. Remotti, Contro natura. Una lettera al Papa, Roma-Bari, Laterza, 2008
- F. Remotti, Noi, primitivi: lo specchio dell'antropologia, Torino, Bollati Boringhieri, 2009
- F. Remotti, L'ossessione identitaria, Roma-Bari, Laterza, 2010
- F. Remotti, Cultura. Dalla complessità all'impoverimento, Roma-Bari, Laterza, 2011
- F. Remotti, Fare umanità. I drammi dell'antropo-poiesi, Roma-Bari, Laterza, 2013
- F. Remotti, Per un'antropologia inattuale, Milano, Elèuthera, 2014
- F. Remotti, Somiglianze. Una via per la convivenza, Bari-Roma, Laterza, 2019
- F. Remotti (a cura di), Sull'identità, Milano, Raffaello Cortina, 2021